# Луцій Кальпурній Пізон Фругі
Луцій Кальпурній Пізон Фругі Цензорін — давньоримський політичний діяч, консул 133 до н. е., історик-анналіст. Супротивник Тіберія Гракха.

## Біографія
Походив із заможної плебейського роду Кальпурніїв, досить впливового у Римі. Син Луція Кальпурнія Пізона, легата 198 до н. е..
У 149 до н. е. став народним трибуном. На цій посаді запропонував та домігся прийняття закону проти здирництва у провінціях. У 136 до н. е. став претором, а у 133 до н. е. — консулом разом з Публієм Муцієм Сцеволою. За належну громадську діяльність на останній посаді отримав прізвисько «Чесний» (Фругі). У 120 році до н. е. його обрано цензором. Пізон підтримував оптиматів і був рішучим супротивником планів Тіберія Гракха.

## Творчість
Кальпурній Пізон був автором історичного твору «Аннали», де вівся опис історії від Енея до сучасного Пізонові часу. Ця робота складалася з 7-ми книг. Його працею користувалися історики Тит Лівій та Діонісій Галікарнаський. До нашого часу дійшло лише 45 фрагментів.

## Родина
- Луцій Кальпурній Пізон Фругі, претор 112 року до н. е.